# Bata de baño

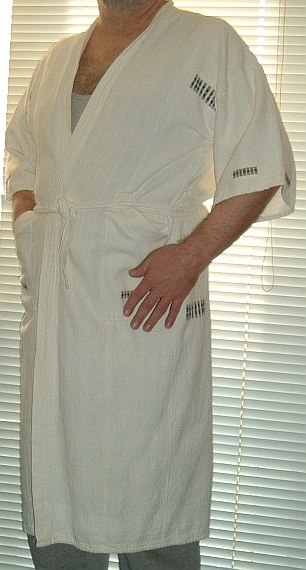
bata de baño.

Una bata de baño o albornoz (en algunas regiones de España) es una prenda utilizada para salir de la ducha, o para uso pudoroso cuando las circunstancias imponen la desnudez en una situación privada. Mantiene templado y aporta modestia en el vestir. Hay muchas maneras de diseño de esta prenda, principalmente por su material.

## Estilos de material
Las batas de baño se fabrican principalmente de tres materiales distintos: 
- Algodón: el algodón es una fibra natural muy utilizada. Por su capacidad de absorción, este material se usa para la salida del baño, de forma que en muchos países de habla castellana el término "salida de baño" es un sinónimo para esta bata. Es especialmente adecuada para climas cálidos, por la absorción del algodón a la transpiración. Generalmente, está fabricada en tejido de rizo como las toallas que se tiñe en muy diversos colores.

- Seda: otro material es la seda, hecha de microfibras elásticas, derivadas de los gusanos de seda. Estas batas son especialmente caras por los costos de la producción de seda. La tela resultante es muy liviana. Estas batas no son adecuadas en los climas húmedos por la dificultad de retener la transpiración corporal.

- Fibra artificial: es un tipo de fibra hecha a base de celulosa. Las modernas microfibras están diseñadas para repeler el agua, siendo más delgadas que el cabello humano.

## Nombres por lugar
| nombre                       | país      |
| ---------------------------- | --------- |
| albornoz                     | España    |
| bata o batola                | Canarias  |
| bata o tapa milanga          | Argentina |
| bata o tapa vergüenzas       | Chile     |
| bata                         | Colombia  |
| bata o tapa taco             | México    |
| salida de baño               | Nicaragua |
| bata                         | Perú      |
| bata de baño                 | Ecuador   |
| bata de baño                 | Venezuela |
| Salto de baño o tapa salteña | Bolivia   |